# Hallersche Schaumkresse
Die Hallersche Schaumkresse (Arabidopsis halleri (L.) O’Kane & Al-Shehbaz; Syn.: Cardaminopsis halleri (L.) Hayek), auch Kriech-Schaumkresse genannt, ist eine Pflanzenart aus der Familie der Kreuzblütengewächse (Brassicaceae).

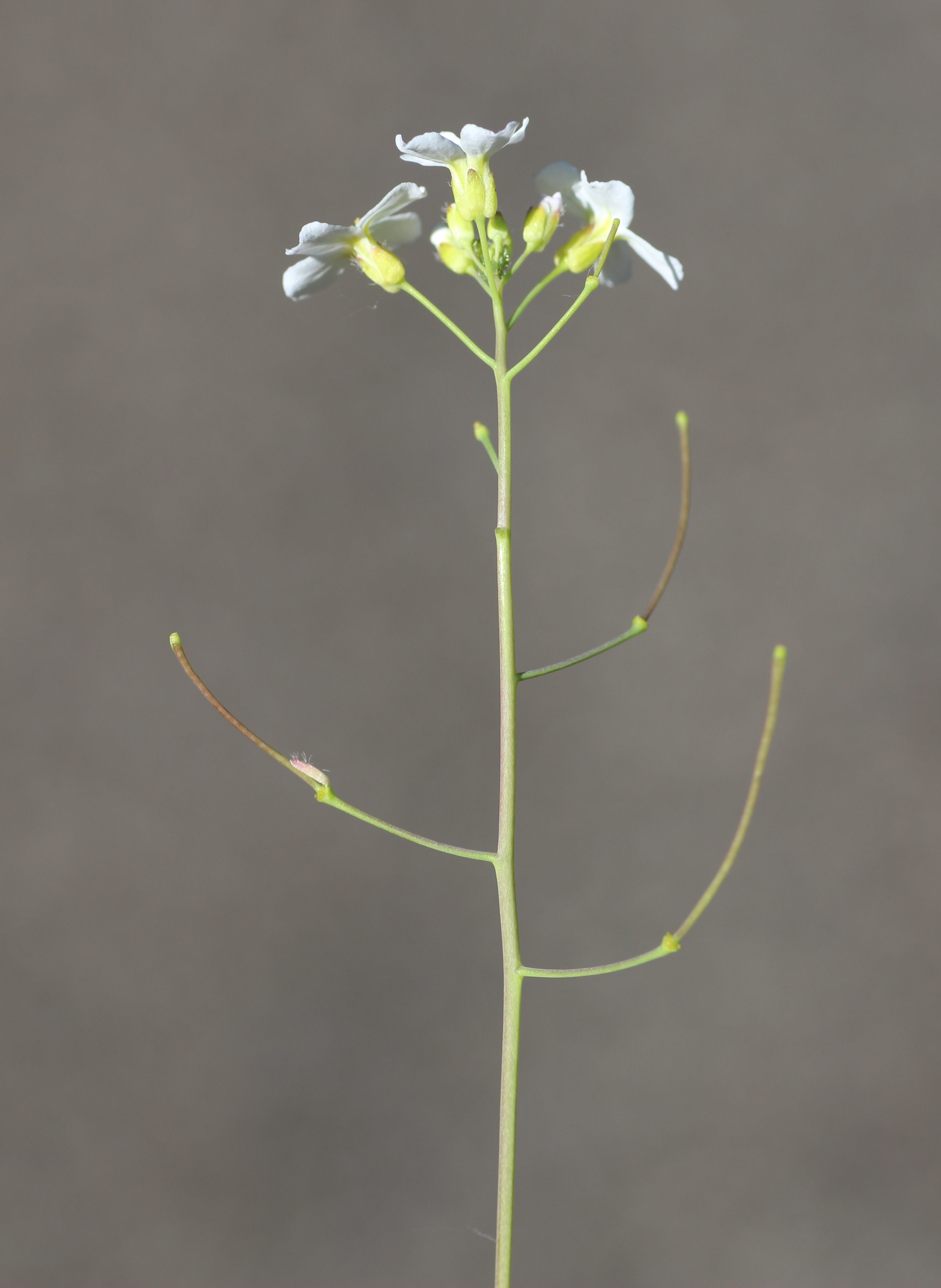
Blütenstand

## Beschreibung
Die Hallersche Schaumkresse ist eine mehrjährige, krautige Pflanze, die Wuchshöhen von 10 bis 60 Zentimeter erreicht. Sie bildet meist mehrere aufsteigende bis aufrechte Stängel. Sie bildet auch oberirdische, wurzelnde Ausläufer. Die Grundblätter sind entweder unzerteilt oder gefiedert mit rundlichen Endblättchen. Zur Blütezeit sind sie meist schon vertrocknet. Die Stängelblätter sind eiförmig, zumindest die unteren sind auch fiederspaltig. Sie sind beiderseits dicht gabelhaarig. Der Stängel ist unter dicht mit abstehenden, einfachen, oder 2-3-fach gegabelten Haaren besetzt: nach oben hin verkahlt er fast völlig.
Der Blütenstand ist sehr locker, weit auseinandergezogen und macht gut die Hälfte der Länge der ganzen Pflanze aus. Die Kronblätter sind weiß oder lila und 4 bis 6 Millimeter lang und mit einem langen Nagel versehen. Die Kelchblätter sind etwa ein Drittel so lang wie die Kronblätter. Die Schoten sind unter 1 Millimeter breit und schwach perlschnurartig gegliedert. Sie sind bis 30 Millimeter lang und sind 10–13 Millimeter lang gestielt. Sie stehen vom Stängel ab in einem Winkel von etwa 60 Grad. Die Frucht hat eine schmale Scheidewand (viel schmäler als die Frucht breit ist). Die Frucht ist rechtwinklig zur Scheidewand abgeflacht.
Blütezeit ist April bis Juni.
Die Chromosomenzahl beträgt 2n = 16.

## Standorte
Die Hallersche Schaumkresse wächst ab etwa 300 Meter Seehöhe bis hinauf in höhere Lagen (im Gebirge bis Hochgebirge), auch in metallhaltigen Böden. In Tireo, steigt sie bis 2400 Meter Meereshöhe auf. Sie kommt vor allem auf feuchten Wiesen und Weiderasen, aber auch an Waldrändern und Ruderalstandorten vor.
Die Hallersche Schaumkresse kommt in Mitteleuropa vor, aber mit größeren Lücken. Darüber hinaus umfasst das Verbreitungsgebiet der Art aber auch Südeuropa, Südosteuropa bis zur Ukraine, in Nordeuropa Spitzbergen und Jan Mayen und (mit der Unterart subsp. gemmifera) auch Ostasien. Neu entdeckt wurde die Art 1991 in Baden-Württemberg im Schwarzwald bei Bad Rippoldsau.
Die ökologischen Zeigerwerte nach Landolt & al. 2010 sind in der Schweiz: Feuchtezahl F = 3 (mäßig feucht), Lichtzahl L = 3 (halbschattig), Reaktionszahl R = 2 (sauer), Temperaturzahl T = 2+ (unter-subalpin und ober-montan), Nährstoffzahl N = 4 (nährstoffreich), Kontinentalitätszahl K = 3 (subozeanisch bis subkontinental).

## Vergesellschaftung
Die Hallersche Schaumkresse ist eine Charakterart des Geranio-Trisetetum aus dem Verband Polygono-Trisetion, kommt aber auch in Gesellschaften des Verbands Arrhenatherion vor oder als Erzblume in Gesellschaften der Klasse Violetea calaminariae.

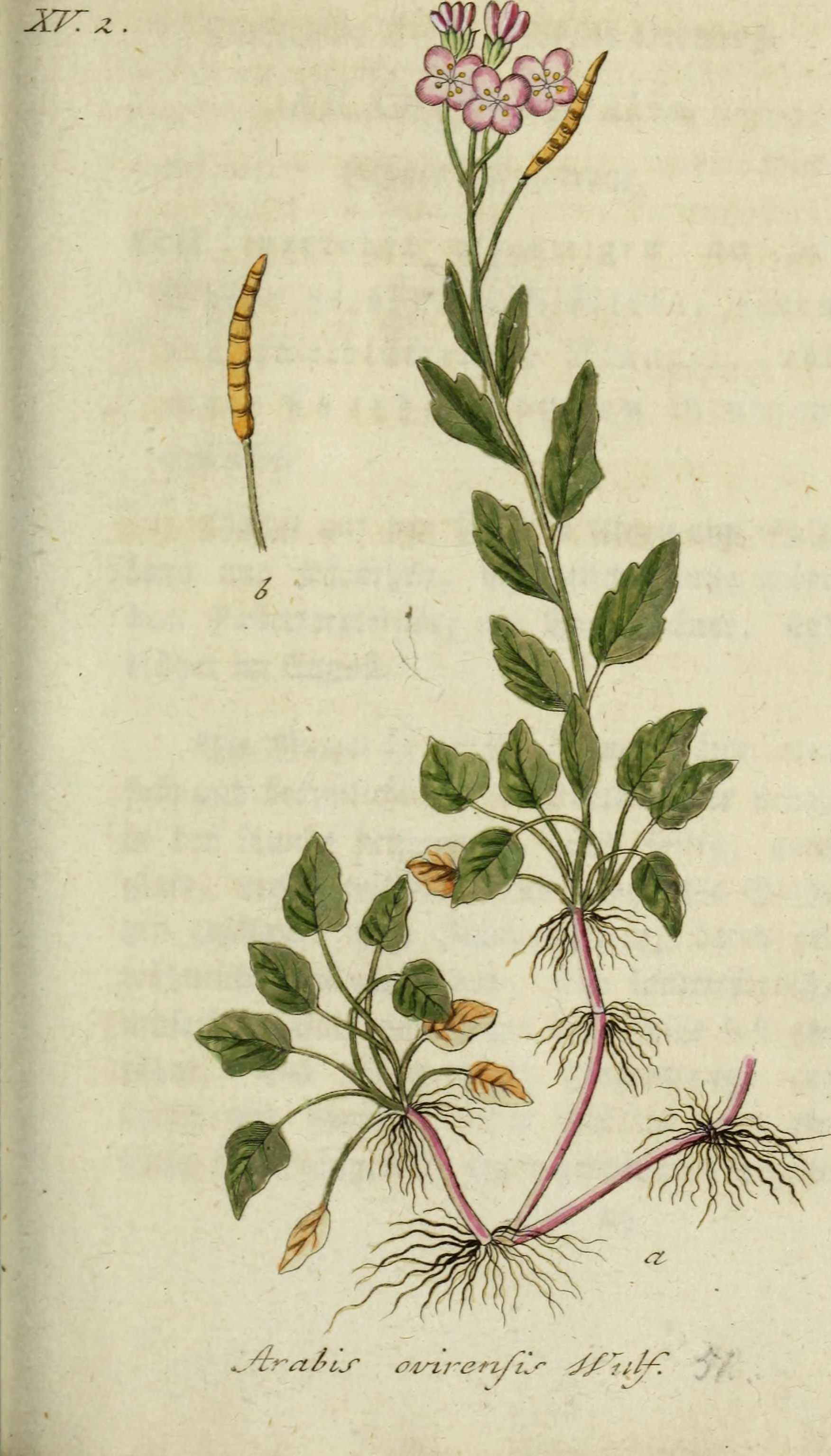
Karawanken-Schaumkresse (Arabidopsis halleri subsp. ovirensis), Illustration

## Systematik
Es werden in Europa die folgenden Unterarten unterschieden:
- Arabidopsis halleri subsp. halleri: Sie kommt in Frankreich, Italien, Deutschland, Österreich, Tschechien, Polen, in der Schweiz, in Slowenien, in der Ukraine, in Rumänien, auf Spitzbergen und Jan Mayen vor. In Belgien ist sie ein Neophyt.[4]
- Karawanken-Schaumkresse (Arabidopsis halleri subsp. ovirensis (Wulfen) O’Kane & Al-Shehbaz, Syn.: Cardaminopsis halleri subsp. ovirensis (Wulfen) Hegi & Em. Schmid): Sie kommt von den Südost-Alpen bis zu den Karpaten und der nördlichen Balkanhalbinsel vor.[6]

Eine weitere Unterart gibt es in Ostasien:
- Arabidopsis halleri subsp. gemmifera (Matsumura) O’Kane & Al-Shehbaz: Sie kommt in Russlands Fernem Osten, im nordöstlichen China, Korea, Japan und Taiwan vor.[4]

## Taxonomie
Carl von Linné beschrieb in der 2. Auflage seines Werks „Species plantarum“ von 1763 auf Seite 929 erstmals Arabis Halleri. Albrecht von Haller hatte diese Art vorher als Sisymbrium foliis imis barbareae, superioribus integris dentatis veröffentlicht. Diese Benennung ist aber nicht binär und schon daher nicht gültig. Als locus typicus nennt Linnaeus „Harcynia ad Clausthal“, also den Harz bei Clausthal-Zellerfeld. Linné würdigte also Hallers Leistung mit dem Namen der Art, obwohl Haller das ganze linneische System der Pflanzenbenennung ablehnte.

## Sonstiges
Die Hallersche Schaumkresse ist besonders schwermetallverträglich. Da sie die Schwermetalle (wie etwa Blei, Cadmium, Nickel und Zink – je nach Unterart verschieden) auch in die Blätter einlagert – wohl um für Fressfeinde ungenießbar zu werden oder gegen Krankheitserreger besser geschützt zu sein – wird sie auch zur Reinigung von schwermetallverseuchten Böden (Bioremediation) eingesetzt.
Untersuchungen der metallanreichernden Pflanze wurden an den Universitäten Bayreuth und Tübingen durchgeführt. Weitere Forschungen – auch zum sogenannten Phytomining – sollen an der Ruhr-Universität Bochum durchgeführt werden.

## Einzelbelege
1. 1 2 3  
Anette Rosenbauer: Die Wiesen-Schaumkresse (Cardaminopsis halleri (L.) Hayek) neu für Baden-Württemberg. In: Jahreshefte Gesellschaft Naturkunde Württemberg, 150. Jahrgang, S. 293–99, Stuttgart 1994.
2. 1 2  
Erich Oberdorfer: Pflanzensoziologische Exkursionsflora für Deutschland und angrenzende Gebiete. 8. Auflage. Verlag Eugen Ulmer, Stuttgart 2001, ISBN 3-8001-3131-5, S. 465.
3. 1 2  Friedrich Markgraf: Familie Cruciferae. In Gustav Hegi: Illustrierte Flora von Mitteleuropa. 2. Auflage, Band IV, Teil 1, Seite 114–116. Verlag Carl Hanser, München 1958.
4. 1 2 3  
Arabidopsis im Germplasm Resources Information Network (GRIN), USDA, ARS, National Genetic Resources Program. National Germplasm Resources Laboratory, Beltsville, Maryland.
5. ↑  
Cardaminopsis halleri (L.) Hayek In: Info Flora, dem nationalen Daten- und Informationszentrum der Schweizer Flora. Abgerufen am 14. März 2021.
6. 1 2  
Karol Marhold: Brassicaceae. Arabidopsis halleri. In: Euro+Med Plantbase – the information resource for Euro-Mediterranean plant diversity. Berlin 2011.
7. 1 2 3 4 5 6 7 8  Sind diese metallfressenden Bochumer Pflanzen die Zukunft der Rohstoffgewinnung? (Memento des Originals vom 12. Juni 2015 im Internet Archive)  Info: Der Archivlink wurde automatisch eingesetzt und noch nicht geprüft. Bitte prüfe Original- und Archivlink gemäß Anleitung und entferne dann diesen Hinweis. – Bericht auf Vices Motherboard am 7. Oktober 2014 (abgerufen am 11. Juni 2015.)
8. 1 2  Schaumkresse und „Geobacter“ – Bericht auf Chrismon.de im Februar 2015 (abgerufen am 11. Juni 2015.)
9. 1 2  Mehr Zink! – Bericht auf Bild der Wissenschaft am 29. März 2012 (abgerufen am 11. Juni 2015.)
10. 1 2  Bislang kaum Interesse an Wunderkresse: US-Patent auf Pflanze abgelaufen – Bericht auf 3sat in Nano am 9. Juni 2015; siehe auch 3sat.de (abgerufen am 11. Juni 2015.)